# Tegueste
Tegueste is een gemeente in de Spaanse provincie Santa Cruz de Tenerife in de autonome regio Canarische Eilanden met een oppervlakte van 26 km². Tegueste telt 11.114 inwoners (1 januari 2016). De gemeente ligt op het eiland Tenerife.

## Demografische ontwikkeling
Bron: INE; 1857-2011: volkstellingen

## Geboren in Tegueste
- Pedri (25 november 2002), voetballer

Adeje · Arafo · Arico · Arona · Buenavista del Norte · Candelaria · Costa del Silencio · Fasnia · Garachico · Granadilla de Abona · La Guancha · Guía de Isora · Güímar · Icod de los Vinos · La Matanza de Acentejo · La Orotava · Puerto de la Cruz · Los Realejos · El Rosario · San Cristóbal de La Laguna · San Juan de la Rambla · San Miguel de Abona · Santa Cruz de Tenerife · Santa Úrsula · Santiago del Teide · El Sauzal · Los Silos · Tacoronte · El Tanque · Tegueste · La Victoria de Acentejo · Vilaflor de Chasna